# Ballad (DIMENSIONのアルバム)
『Ballad』（バラッド）はDIMENSIONのベスト・アルバム。2012年11月28日にZAIN RECORDSから発売された。

## 内容
ファンからのリクエスト投票を反映したバラード・ベストアルバム。マスタリングは小鉄徹が担当した。2012年にリリースした本作のアルバムは『DIMENSION 〜20th Anniversary BOX〜』『25』に次いで3作目のリリースとなった。

## 収録曲
1. Child Of Pirate (FIRST DIMENSION)
2. Running from Zero (Second Dimension)
3. Stella (Eighth Dimension)
4. Close to Your Heart (Ninth Dimension)
5. Back for You (TENTH DIMENSION)
6. Alone In love (11th Dimension)
7. If (12th Dimension)
8. Hearts (14th Dimension)
9. Place (15th Dimension)
10. Song of my heart (Melody ～Waltz for Forest～)
11. Arthur's Theme ～New York City Serenade～ (Loneliness)
12. Snow Breath (IMPRESSIONS)
13. I Will (20 -NEWISH-)
14. Story (23)

## レコーディング参加
- 増崎孝司 - ギター
- 小野塚晃 - キーボード、ピアノ、プログラミング
- 勝田一樹 - サックス
  - 青木智仁 - ベース(#3)
  - 川崎哲平 - ベース(#14)
  - 渡辺直樹 - ベース(#7)
  - 石川雅春 - ドラム(#3, 12)
  - 渡嘉敷祐一 - ドラム(#1)
  - 坂東慧（T-SQUARE） - ドラム(#14)
  - 斎藤ノヴ - パーカッション(#1)
  - 大島こうすけ - キーボード、プログラミング(#5)